# Cameron Young (giocatore di football americano)
Cameron Colette Young II (Crosby, 8 giugno 2000) è un giocatore di football americano statunitense che milita nel ruolo di nose tackle per i Seattle Seahawks della National Football League (NFL).

## Carriera universitaria
Young al college giocò a football a Mississippi State dal 2018 al 2022. Nella prima stagione disputò una sola partita prima di passare il resto dell'anno come redshirt, potendo cioè allenarsi con la squadra ma non scendere in campo. Iniziò a giocare significativamente a partire dalla terza stagione, in cui mise a segno 51 tackle (di cui 2,5 con perdita di yard), 3 passaggi deviati e un intercetto. Nell'ultima stagione fece registrare 37 tackle (3 con perdita di yard) e un sack.

## Carriera professionistica
Young fu scelto nel corso del quarto giro (123º assoluto) del Draft NFL 2023 dai Seattle Seahawks. Debuttò come professionista subentrando nella gara del primo turno contro i Los Angeles Rams. La settimana successiva fece registrare i primi due tackle contro i Detroit Lions. La sua stagione da rookie si chiuse con 18 tackle e un passaggio deviato in 16 presenze, di cui una come titolare.